# Viriato Clemente da Cruz
Viriato Clemente da Cruz (Porto Amboim, 25 de març de 1928 - Pequín, 13 de juny de 1973) va ser un poeta i polític angolès. És considerat un dels poetes més importants de la seva època d'Angola. Com a polític, va participar en la lluita per alliberar Angola dels portuguesos.

## Trajectòria política
Va rebre la seva educació a Luanda, la capital de Angola, que llavors era part de Portugal. El 1948 va fundar el Movimento dos Novos Intelectuais de Angola i el 1951-1952 va editar la revista Mensagem. A començament dels anys 1950 es va implicar en el moviment anticolonialista fundant el Partit Comunista Angolès amb el poeta António Jacinto. Després de demanar infructuosament ajuda al Partit Comunista Portuguès, el 30 de novembre de 1957 viatja a París, on va conèixer a Mário Pinto de Andrade, un altre poeta angolès i polític, qui el va influenciar amb les seves idees polítiques. El novembre de 1958 ambdós viatjaren a la República Popular de la Xina i visitaren Pequín, Shanghai i Guangzhou (Cantó).
El 1960 van ajudar a crear el Moviment Popular per a l'alliberament d'Angola, MPLA que aleshores no tenia base a Angola; inicialment estava a Conakry (la capital de Guinea) i després a Leopoldville (ara Kinshasa capital de la República Democràtica del Congo). Viriato da Cruz es va convertir en secretari general del MPLA. Quan el MPLA va fundar el Frente Revolucionária Africana pela Independência Nacional dos Povos sob Domínio Português (FRAIN) amb altres grups independentistes africans, Viriato marxà a Pequín a demanar suport l'agost de 1960. Tanmateix, el 1962 va abandonar la secretaria general del MPLA per discrepàncies amb Agostinho Neto, i el 1963 va ser expulsat del MPLA.
Del 24 al 30 d'abril de 1963 va participar en la Conferència de Periodistes Afroasiàtics patrocinada per Ahmed Sukarno i Mao Zedong, i formà part de la presidència de la reunió en representació d'Angola.
A causa de les baralles internes del MPLA, en la dècada de 1960 es va exiliar a Pequín, Xina. Al principi, el govern xinès li va donar una càlida benvinguda, ja que era conegut per haver pertangut al grup que va crear el MPLA. L'objectiu del govern xinès era que Viriato dz Cruz els ajudés a portar el socialisme maoista a Àfrica. Això va ser origen d'un gran problema per Viriato i la seva família, perquè les seves idees no eren maoistes. Ell pensava que no era apropiat que nacions poderoses exportessin la revolució socialista a altres llocs i es va mantenir en les seves idees, encara que la seva posició s'oposava a la concepció maoista d'una revolució mundial. Per això les autoritats xineses no el van deixar marxar del país. Els últims anys de la seva vida van ser infelices i difícils. Va morir el 13 de juny de 1973. El seu cos va ser transportat en un vehicle militar i va ser enterrat sense cap cerimònia.

## Obres
- Poemas. Lobito, 1974. Coleção Cadernos Capricórnio, 25.
- Coletânea de Poemas: 1947-1950. Lisboa, 1961. Coleção Autores Ultramarinos, 4.
- Poemas: Viriato da Cruz. Vila Nova de Cerveira: Nóssomos; Luanda: Nóssomos, 2013. Coleção Poesia. ISBN 978-989-8563-13-2[6]

Entre els seus poemes destaquen Namoro, Sô Santo i Makézu.